# Ouragan Humberto (2007)
Pour les articles homonymes, voir Cyclone tropical Humberto.
L’ouragan Humberto est la huitième tempête tropicale et le troisième ouragan de la saison cyclonique 2007 pour le bassin de l'océan Atlantique. L'ouragan a causé beaucoup de dégâts, notamment des coupures de courants. Il y a eu une victime : un homme âgé de 80 ans a été tué par la chute d'un auvent au Texas.
Le nom Humberto avait déjà été utilisé en 1995 et 2001.